# GameSpy
GameSpy là một nhà cung cấp dịch vụ nhiều người chơi trên mạng và các middleware ghép cặp cho các trò chơi điện tử video. Công ty này khởi đầu với một trang fansite của Quake do Mark Surfas lập ra năm 1996; sau khi phát hành một trình duyệt máy chủ nhiều người chơi cho game, QSpy, Surfas đã cấp phép phần mềm dưới thương hiệu GameSpy cho các nhà xuất bản trò chơi điện tử thông qua một công ty mới thành lập, GameSpy Industries, trong đó cũng kết hợp Planet Network của các trang tin tức và thông tin trò chơi video, và GameSpy.com.
GameSpy sáp nhập vào IGN năm 2004; năm 2014, dịch vụ của nó đã được hơn 800 nhà xuất bản và phát triển trò chơi điện tử sử dụng kể từ khi ra mắt. Tháng 8 năm 2012, bộ phận GameSpy Industries (vẫn chịu trách nhiệm về dịch vụ GameSpy) đã được mua lại bởi nhà phát triển trò chơi điện thoại di động Glu Mobile. IGN (khi đó thuộc sở hữu của News Corporation) giữ lại quyền sở hữu của trang GameSpy.com. Tháng 2 năm 2013, chủ sở hữu mới của IGN, Ziff Davis, đóng cửa các trang web "thứ cấp" của IGN, bao gồm cả trang của GameSpy. Tiếp theo đó là thông báo vào tháng 4 năm 2014 rằng nền tảng dịch vụ của GameSpy bị đóng cửa ngày 31 tháng 5 năm 2014.

## Lịch sử
Năm 1996, id Software phát hành trò chơi video Quake, một trong những trò chơi hành động nhiều người chơi đầu tiên cho phép chơi qua Internet, tạo nên khái niệm người chơi có thể sáng tạo và phát hành các bản "mod" hoặc sửa đổi trò chơi. Mark Surfas nhận thấy sự cần thiết trong việc phải lưu trữ và phân phối các bản mod này và ông đã tạo ra PlanetQuake, một trang web lưu trữ và tin tức liên quan đến Quake. Thành công vang dội của các mod đã dẫn đến một lượng truy cập lớn và vị trí trọng tâm của PlanetQuake trong bối cảnh trang web trò chơi đang phát triển.
Quake cũng đánh dấu sự khởi đầu của cảnh trò chơi hành động thời gian thực nhiều người chơi trên Internet. Tuy nhiên, việc tìm kiếm một máy chủ Quake trên Internet tỏ ra khó khăn, vì người chơi chỉ có thể chia sẻ địa chỉ IP của các máy chủ đã biết với nhau hoặc đăng chúng lên các trang web. Để giải quyết vấn đề này, một nhóm ba lập trình viên (gồm Joe "QSpy" Powell, Tim Cook và Jack "morbid" Matthews) đã thành lập Spy Software và tạo ra QSpy (hay QuakeSpy). Điều này cho phép liệt kê và tìm kiếm các máy chủ Quake có sẵn trên Internet. Surfas đã cấp phép cho QSpy và trở thành nhà phân phối và tiếp thị chính thức trong khi vẫn giữ được đội ngũ lập trình ban đầu. QSpy đã trở thành QuakeSpy và tiếp tục được đóng gói với bản cập nhật QuakeWorld - một động thái chưa từng có của một nhà phát triển cấp cao và xác nhận rất lớn cho QuakeSpy. Với việc phát hành trò chơi dựa trên Quake Engine Hexen II, QuakeSpy đã thêm trò chơi này vào các khả năng của nó và đổi tên thành GameSpy3D. Năm 1997, Mark Surfas đã cấp phép cho GameSpy 3D từ Spy Software và tạo ra GameSpy Industries.

### Đóng cửa
GameSpy Industries (đơn vị chịu trách nhiệm về các dịch vụ nhiều người chơi của GameSpy) đã được chủ sở hữu của IGN Entertainment là Glu Mobile mua lại vào tháng 8 năm 2012, và vào tháng 12, công ty tiến hành việc tăng chi phí tích hợp và tắt máy chủ của nhiều trò chơi cũ, bao gồm Star Wars: Battlefront, Sniper Elite, Microsoft Flight Simulator X, Saints Row 2, và Neverwinter Nights, mà không đưa ra cảnh báo cho các nhà phát triển hoặc người chơi, gây nên sự phẫn nộ trong cộng đồng của những trò chơi đó. GameSpy Technologies vẫn hoạt động như một thực thể riêng biệt kể từ đó. Tháng 2 năm 2013, sau khi Ziff Davis mua lại IGN Entertainment, các trang web "thứ cấp" của IGN phải ngừng hoạt động, chấm dứt hoạt động biên tập của GameSpy.

## The GameSpy Debriefings
The GameSpy Debriefings là một cuộc thảo luận theo kiểu nhóm giữa các biên tập viên của GameSpy và IGN Entertainment (có chủ đích) về tin tức game của tuần đó. The GameSpy Debriefings  là podcast phổ biến thứ 25 trong danh mục Trò chơi và Sở thích trực tuyến trên iTunes (kể từ ngày 1 tháng 5 năm 2011).Tuy nhiên, điều này lại rất nổi tiếng theo hướng thường xuyên chuyển các cuộc trò chuyện từ trò chơi điện tử sang nội dung tục tĩu hoặc các cuộc thảo luận chuyên sâu về văn hóa mọt sách.